# Aspidoras microgalaeus
Aspidoras microgalaeus é uma espécie de peixe siluriforme pertencente ao gênero Aspidoras. É endêmico ao Brasil, ocorrendo no estado de Mato Grosso.